# 柳美稀
柳 美稀（やなぎ みき、1997年8月24日 - ）は、日本の女優、ファッションモデル。
愛知県出身。オスカープロモーション所属。

## 略歴
大阪府に生まれ、小学校2年生の時に愛知県大府市へ移住。小・中学校時代を過ごす。2012年、「国民的美少女コンテスト」に応募をし、ファイナルには残れなかったものの、事務所にスカウトされる。
2014年、「ミスセブンティーン」のファイナリストに選ばれ、ファッションモデルとしてデビュー。モデルデビューをする前に名古屋のローカルヒーロー番組『黄金鯱伝説グランスピアー』に出演したこともある。その年までは名古屋市のモデル事務所『ジオット』に所属して名古屋を活動拠点とし、翌年に上京。
2016年、『動物戦隊ジュウオウジャー』のヒロイン・セラ / ジュウオウシャーク役で本格デビュー。2017年4月（2017年6月号）より、女性ファッション誌『mini』（宝島社）のレギュラーモデルを務める。2019年8月27日、大府市制50周年スペシャルサポーターに就任。

## 人物
- 好きな食べ物は生ハム、牛タン、餅、うどん。嫌いな食べ物は納豆以外の豆類、トウモロコシ[4]。
- 趣味は水上バイク、ウェイクボード、間取りを見ること[4]。特技はソフトボール[4]、野球[7]。
- 性格は負けず嫌いでツンデレと称している。『動物戦隊ジュウオウジャー』で共演した中尾暢樹は、柳の人物像について柳が演じたセラそのままだと評している[8][9]。
- 姉がいる[要出典]。
- 犬（ボストンテリア）を1匹飼っている。実家では猫を飼っている。
- 男勝りな性格で、子供のころは男兄弟がいないにもかかわらず仮面ライダーシリーズやスーパー戦隊シリーズを視聴していた[2]。女の子向けの番組も見ていたが、ワクワク感のあるアニメや洋画をより好んでいた[2]。
- 『動物戦隊ジュウオウジャー』で共演した寺島進は、柳は子供と同じ目線で対応するため、撮影現場に訪れていた寺島の娘が一番懐いていたと述べている[10]。
- eSportsが好きで、2023年1月にTwitchを開設している。

## 出演

### テレビドラマ
- 黄金鯱伝説グランスピアー 第1話・第2話（2013年10月5日・12日、東海テレビ） - 楓の友人 役
- 動物戦隊ジュウオウジャー（2016年2月14日 - 2017年2月5日、テレビ朝日） - セラ / ジュウオウシャーク 役[11]
- さくらの親子丼（2017年10月7日 - 11月25日、東海テレビ・フジテレビ系） - 正木リエ 役[12]
- 賭ケグルイ 第5話 - 最終話（2018年2月12日 - 3月19日、MBS / 2月14日 - 3月21日、TBS） - 生志摩妄 役[13]
  - 賭ケグルイ season2 第1話・第2話（2019年4月1日・8日 / 4月3日・10日）
- インベスターZ（2018年7月14日 - 9月29日、テレビ東京） - 渡辺隆子 役[14]
- サイン-法医学者 柚木貴志の事件- FILE1・FILE2、FILE7・FILE8（2019年7月11日・18日、8月29日・9月5日、テレビ朝日） - 宮島清花 役[15]
- 死役所 第2話（2019年10月24日、テレビ東京）
- レンタルなんもしない人 第3話（2020年4月23日、テレビ東京） - 弘美 役[16]
- 24 JAPAN 第1話 - 第6話（2020年10月9日 - 11月13日、テレビ朝日） - 函崎寿々 役[17]
- プロミス・シンデレラ 第1話（2021年7月13日、TBS） - 有栖恵 役
- 月曜プレミア8 内田康夫サスペンス 浅見光彦 軽井沢殺人事件（2022年2月28日、テレビ東京） - 新藤つかさ 役
- 科捜研の女 Season21 第14話（2022年3月10日、テレビ朝日） - 高平理香子 役[18]
- 福岡恋愛白書17「おはようマドンナ」（2022年3月18日、KBCテレビ） - 西村美桜 役[19][20]
- おじさんが私の恋を応援しています（脳内） 第6話 - 最終話（2022年3月21日 - 4月4日、TOKYO MX） - 牧村晶子 役[21][22]
- NICE FLIGHT! 第2話（2022年7月29日、テレビ朝日） - 巴 役
- 刑事7人 SEASON8 第5話（2022年8月10日、テレビ朝日） - 井手穂香 役
- あなたのブツが、ここに 第1回・第3回・第5回（2022年8月22日・24日・29日、NHK総合） - ノア/山口七海 役[23]
- GO HOME〜警視庁身元不明人相談室〜（2024年7月13日 - 9月28日、日本テレビ） - 芹沢菜津 役[24]
- 相棒 season23 第3話（2024年10月30日、テレビ朝日）- 寺崎美晴 役
- まどか26歳、研修医やってます! 第6話（2025年2月18日、TBS） - 園田麻衣 役[25]

### Webドラマ
- ふたりモノローグ（2017年10月9日 - 11月13日、AbemaTV） - 主演・御厨みかげ 役（福原遥とのダブル主演）[26]
- 賭ケグルイ双（2021年3月26日 - 4月16日、Amazon Prime Video） - 生志摩妄 役
- キス×kiss×キス ～パーフェクトスキャンダル～ 第3話・第7話（2022年7月8日・8月5日、dTV） - 秘書 / 主婦の彼女 役
- おっちゃんキッチン 最終話「パティシエの愚痴」（2024年11月22日 - 、TVer） - パティシエ・さくら 役[27]

### 映画
- スーパー戦隊シリーズ（東映）
  - 手裏剣戦隊ニンニンジャーVSトッキュウジャー THE MOVIE 忍者・イン・ワンダーランド（2016年1月23日） - ジュウオウシャークの声 役
  - 劇場版 動物戦隊ジュウオウジャー ドキドキサーカスパニック!（2016年8月6日） - セラ / ジュウオウシャーク 役
  - 劇場版 動物戦隊ジュウオウジャーVSニンニンジャー 未来からのメッセージ from スーパー戦隊（2017年1月14日） - セラ / ジュウオウシャーク 役
  - 仮面ライダー×スーパー戦隊 超スーパーヒーロー大戦（2017年3月25日） - ジュウオウシャークの声 役
- セーラー服と機関銃 -卒業-（2016年3月5日、KADOKAWA） - 立花 役[28]
- ラブ×ドック（2018年5月11日、アスミック・エース） - 華 役
- 映画 賭ケグルイ（2019年5月3日、ギャガ） - 生志摩妄 役
  - 映画 賭ケグルイ 絶体絶命のロシアンルーレット（2021年6月1日）[29][30]
- ハニーレモンソーダ（2021年7月9日、松竹） - 小島レミ 役
- 映画刀剣乱舞-黎明-（2023年3月31日、東宝）- 実弦 役
- 春画先生（2023年10月13日、ハピネットファントム・スタジオ）- 水沢芳香 役

### Vシネマ
- 帰ってきた動物戦隊ジュウオウジャー お命頂戴!地球王者決定戦（2017年6月28日、東映ビデオ） - セラ / ジュウオウシャーク 役

### バラエティ
- 遊☆戯☆王VRAINS徹底解剖! 遊☆戯☆王LABO（2017年4月5日 - 5月3日、テレビ東京）
- THE突破ファイル（2023年 - 日本テレビ）

### CM
- Supercell「クラッシュ・ロワイヤル」（2017年）
- 中部電力株式会社「ナルホド！中電」（2017年）
- ウェッズ「キャンペーンイメージキャラクター」（2018年）[31]
- 大府市シティプロモーションCM「市制50周年SPサポーター」（2019年）[32]
- 丸井産業「お取り寄せMARUI篇」（2024年）

### 舞台
- カレフォン（2018年10月4日 - 11月13日） - 花田裕美 役[33]
- タクフェス第7弾「流れ星」（2019年10月17日 - 12月8日） - 徳田夏子 役[34]
- ミュージカル『世界でいちばん美しい』～鎌倉物語～（2022年10月28日 - 11月13日） - 永沢小海 役 / 沢口茉莉 役（一人二役）[35]
- DisGOONie Presents Vol.12 舞台「玉蜻～新説・八犬伝」（2023年2月10日 - 2月26日） -  浜路 役
- 『SHINE SHOW!』（2023年8月18日 - 9月17日公演予定） - 小出由梨 役
- 日本テレビ開局70年記念舞台「西遊記」（2023年11月3日 - 2024年1月28日） - 高翠蘭 役[36]
- トンカツロック（2024年4月19日 - 6月2日） - 千絵 役[37]
- 嫌いな上司のプレゼント買わなくちゃ（2025年5月3日 - 11日） - 主演

### ミュージックビデオ
- My Hair is Bad「いつか結婚しても」（2017年）
- miwa「RUN FUN RUN」（2019年）[38]

### 吹き替え
- 獣電戦隊キョウリュウジャーブレイブ 第12話（2017年6月3日） - ジュウオウシャーク 役

### 雑誌
- mini（2017年6月号 - 、宝島社） - レギュラーモデル

### ゲーム
- 動物戦隊ジュウオウジャー バトルキューブパズル（2016年） - ジュウオウシャーク 役[39]

## 書籍

### 写真集
- 柳美稀写真集 空色（2017年2月7日、小学館、撮影：渡辺達生）ISBN 978-4-09-682241-8[40]

### デジタル写真集
- 柳美稀「戦隊ヒロインの360度かわいい！」 週プレ PHOTO BOOK（2017年4月14日、週刊プレイボーイ、撮影：栗山秀作）
- 柳美稀写真集「真実と嘘。」 週プレ PHOTO BOOK（2021年5月17日、週刊プレイボーイ、撮影：前康輔）
- 柳美稀　挑発するカラダ　ＦＲＩＤＡＹデジタル写真集（2021年12月17日、講談社、撮影：三瓶康友）